# LOT Polish Airlines
Polskie Linie Lotnicze LOT is een luchtvaartmaatschappij met als basis Polen. Ze heeft 5000 werknemers en vliegt op 120 routes. De thuisbasis is de luchthaven Warschau.
De naam Polskie Linie Lotnicze betekent Poolse Luchtvaartmaatschappij, LOT betekent 'de vlucht' in het Pools.

## Geschiedenis
De maatschappij is opgericht op 29 december 1928 door samenvoeging van alle private luchtvaartmaatschappijen in Polen tot een nationale luchtvaartmaatschappij.

## Vloot
De vloot van LOT Polish Airlines bestond in oktober 2024 uit de volgende toestellen:

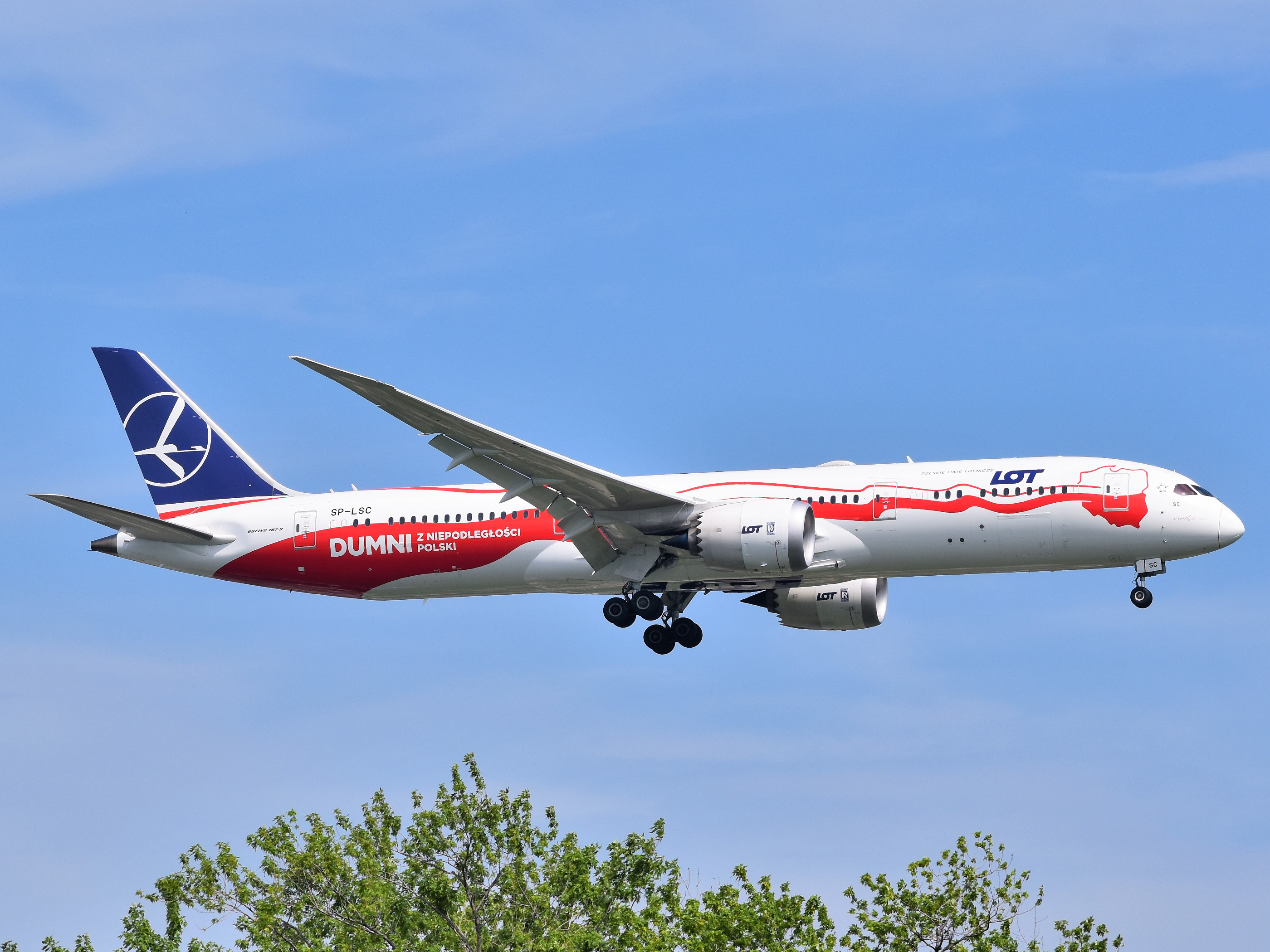

| Vliegtuig        | In dienst | Bestelling | Passagiers | Passagiers | Passagiers | Passagiers | Passagiers | Opmerkingen                                       |
| Vliegtuig        | In dienst | Bestelling | B          | P          | E          | Totaal     | Ref.       | Opmerkingen                                       |
| ---------------- | --------- | ---------- | ---------- | ---------- | ---------- | ---------- | ---------- | ------------------------------------------------- |
| Airbus A220-100  | 0         | 20         |            |            |            | 125        |            |                                                   |
| Airbus A220-300  | 0         | 20         |            |            |            | 149        |            |                                                   |
| Boeing 737-800   | 6         | —          | 18         | 18         | 148        | 184        | [ 2 ]      | —                                                 |
| Boeing 737 MAX 8 | 18        | 13         | 18         | 18         | 148        | 184        | [ 3 ]      | Vliegverbod                                       |
| Boeing 777-200ER | 1         | —          | 30         | 24         | 239        | 293        |            | Geleased van EuroAtlantic Airways                 |
| Boeing 787-8     | 8         | 2          | 18         | 21         | 213        | 252        | [ 5 ]      | —                                                 |
| Boeing 787-9     | 7         | —          | 24         | 21         | 249        | 294        | [ 6 ]      | SP-LSC vliegt in 'Poolse onafhankelijkheid' thema |
| Embraer 170      | 5         | —          | 5          | 12         | 48         | 65         | [ 7 ]      | —                                                 |
| Embraer 175      | 15        | —          | 7          | 16         | 52         | 75         | [ 8 ]      | —                                                 |
| Embraer 190      | 8         | —          | Var        | Var        | Var        | 106        | [ 9 ]      | —                                                 |
| Embraer 195LR    | 16        | —          | 10         | 12         | 80         | 102        | [ 10 ]     | —                                                 |
| Embraer 195-E2   | 3         | —          |            |            |            | 136        |            |                                                   |
| Totaal           | 87        | 55         |            |            |            |            |            |                                                   |

## Incidenten en ongevallen
- Op 19 december 1962 stortte een Vickers Viscount van LOT neer bij het naderen van de luchthaven van Warschau. Het toestel was op de terugvlucht van Brussel en had een tussenlanding gemaakt in Berlijn. Er waren 33 doden (vijf bemanningsleden en 28 passagiers).[11]
- Een Vickers Viscount van LOT stortte op 20 augustus 1965 neer nabij Jeuk (België). Het had vier bemanningsleden aan boord, die allen omkwamen. Het toestel was op de terugreis naar Warschau nadat het 64 kinderen van Poolse mijnwerkers in Noord-Frankrijk naar Rijsel had teruggebracht van hun vakantie in Polen.[12]
- Op 2 april 1969 vloog een Antonov An-24B van LOT tegen een bergwand nabij Zawoja. Alle 53 inzittenden kwamen om (5 bemanningsleden en 48 passagiers).[13]
- Op 30 augustus 1978[14], en ook nog enige keren daarvóór en daarna, zijn Poolse passagiersvliegtuigen van LOT gekaapt door Duitsers, die van de DDR naar West-Berlijn en zo naar West-Duitsland wilden vluchten of emigreren. Zij profiteerden van het feit, dat de controles van vertrekkende passagiers op Poolse luchthavens in de jaren 1970 en 1980 minder streng waren dan op Oost-Duitse. De naam van de vliegmaatschappij kreeg hierdoor in Berlijn in de volksmond een eigen, afwijkende betekenis: „LOT, Landet Ooch (in) Tempelhof, Landt ook in Tempelhof“. De vliegtuigkapingen eindigden namelijk, doorgaans zonder bloedvergieten, doordat hun vliegtuigen niet, zoals gepland, in Oost-Berlijn, maar op het West-Berlijnse vliegveld Tempelhof landden. Doorgaans kregen de kapers in West-Duitsland een korte gevangenisstraf, terwijl de tegen hun zin naar West-Berlijn gebrachte passagiers korte tijd later per bus naar Oost-Berlijn werden vervoerd.
- Op 14 maart 1980 stortte een Iljoesjin Il-62 neer bij het aanvliegen van de luchthaven van Warschau. Het toestel kwam van John F. Kennedy International Airport in New York. Alle inzittenden, 10 bemanningsleden en 77 passagiers, kwamen om het leven.[15]
- Op 9 mei 1987  stortte een Il-62 van LOT neer kort na het opstijgen van de luchthaven van Warschau voor de vlucht naar John F. Kennedy International Airport in New York. Alle 183 inzittenden, 11 bemanningsleden en 172 passagiers, verloren het leven.[16]
- Een Boeing 767-300 van LOT Polish airlines heeft op 1 november 2011 een noodlanding gemaakt op Luchthaven Warschau Frédéric Chopin. Het toestel kwam van Newark Liberty International Airport en had als eindbestemming Warschau. De noodlanding slaagde, het toestel bleef alleen niet onbeschadigd. Het kwam op de romp terecht. De oorzaak was een technisch defect aan het landingsgestel. Het toestel kwam in het gras, even na de landingsbaan tot stilstand. Alle 230 inzittenden moesten via de glijbanen het toestel verlaten. Alle inzittenden bleven ongedeerd.